# متوسط حسابي هندسي

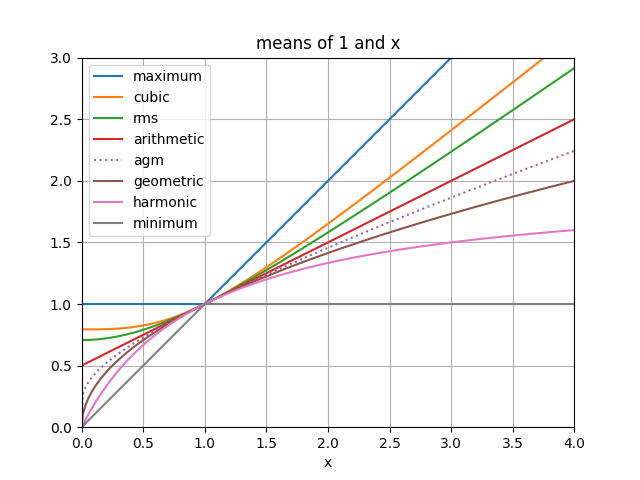
بيان للمتوسط الحسابي الهندسي بين عدة متوسط معمم.

في الرياضيات، يعرف المتوسط الحسابي الهندسي أو الوسط الحسابي الهندسي (بالإنجليزية: Arithmetic–geometric mean)‏ لعددين حقيقيين موجبين x و y على النحو التالي:
نسمي x و y :a0 و g0:
{\displaystyle {\begin{aligned}a_{0}&=x,\\g_{0}&=y.\end{aligned}}}
ثم نقم بتعريف التسلسلين المترابطين (an) و (gn) كـ:
{\displaystyle {\begin{aligned}a_{n+1}&={\tfrac {1}{2}}(a_{n}+g_{n}),\\g_{n+1}&={\sqrt {a_{n}g_{n}}}\,,\end{aligned}}}
حيث يأخذ الجذر التربيعي القيمة الرئيسية (قيمة موجبة). تتقارب هتان المتتاليتان إلى نفس العدد، المتوسط الحسابي الهندسي لـ x و y ؛ يُشار إليه بـ M(x, y)، أو أحيانًا بـ agm(x, y).
يستخدم الوسط الحسابي الهندسي في الخوارزميات السريعة للدوال الأسية والمثلثية، وكذلك بعض الثوابت الرياضية، بالأخص حساب الثابت π.

## الأمثلة
لإيجاد المتوسط الحسابي والهندسي لـ a0 = 24 و g0 = 6 ، نكرر ما يلي:
{\displaystyle {\begin{array}{rcccl}a_{1}&=&{\tfrac {1}{2}}(24+6)&=&15\\g_{1}&=&{\sqrt {24\cdot 6}}&=&12\\a_{2}&=&{\tfrac {1}{2}}(15+12)&=&13.5\\g_{2}&=&{\sqrt {15\cdot 12}}&=&13.416\ 407\ 8649\dots \\&&\vdots &&\end{array}}}
تعطي التكرارات الخمس الأولى القيم التالية:
| n | an                                    | gn                                    |
| - | ------------------------------------- | ------------------------------------- |
| 0 | 24                                    | 6                                     |
| 1 | 15                                    | 12                                    |
| 2 | 13.5                                  | 13.416 407 864 998 738 178 455 042... |
| 3 | 13.458 203 932 499 369 089 227 521... | 13.458 139 030 990 984 877 207 090... |
| 4 | 13.458 171 481 745 176 983 217 305... | 13.458 171 481 706 053 858 316 334... |
| 5 | 13.458 171 481 725 615 420 766 820... | 13.458 171 481 725 615 420 766 806... |
يتضاعف عدد الأرقام an و gn المتفقة (تحتها خط) تقريبًا مع كل تكرار. المتوسط الحسابي و
الهندسي لـ 24 و 6 هو الحد المشترك لهتين المتتاليتين، وهو تقريبا:
13.4581714817256154207668131569743992430538388544.

## نبذة تاريخية
ظهرت الخوارزمية الأولى القائمة على هذا الزوج من المتتاليات في أعمال لاغرانج. وحلّل خصائصه غاوس.

## خصائص
المتوسط الهندسي لعددين موجبين لا يكون أكبر من المتوسط الحسابي.  ونتيجة لذلك ، بالنسبة إلى n > 0، (gn) هي متتالية متزايدة، (an) هي متتالية متناقصة، و gn ≤ M(x, y) ≤ an. هذه هي متباينة قطعية إذا كان x ≠ y.
وبالتالي فإن M(x, y) هو عدد محصور بين المتوسط الهندسي والمتوسط الحسابي لـ x و y؛ وهي أيضًا محصورة بين x وy.
إذا كان r ≥ 0، فإن M(rx,ry) = r M(x,y).
هناك الشكل التكاملي لـ M(x,y):
{\displaystyle {\begin{aligned}M(x,y)&={\frac {\pi }{2}}\div \int _{0}^{\frac {\pi }{2}}{\frac {d\theta }{\sqrt {x^{2}\cos ^{2}\theta +y^{2}\sin ^{2}\theta }}}\\&={\frac {\pi }{4}}\cdot {\frac {x+y}{K\left({\frac {x-y}{x+y}}\right)}}\end{aligned}}}
حيث K(k) هو التكامل الإهليلجي التام من النوع الأول:
{\displaystyle K(k)=\int _{0}^{\frac {\pi }{2}}{\frac {d\theta }{\sqrt {1-k^{2}\sin ^{2}(\theta )}}}}
في الواقع، بما أن العملية الحسابية الهندسية تتقارب بسرعة كبيرة، فإنها توفر طريقة فعالة لحساب التكامل الإهليلجي من خلال هذه الصيغة.